# Szilvási Judit
Szilvási Judit (Debrecen, 1987. november 21. –) magyar színésznő. 

## Életpályája
2006-ban érettségizett a helyi Ady Endre Gimnáziumban. 2006–2009 között a Madách Musical Műhely tanulója volt. 2009 óta rendszeresen szerepel a Madách Színház, öt évig a Turay Ida Színház és az Újszínház előadásaiban. A Lukács Oktatási Központban grafológus végzettséget is szerzett. 2022-től a Zenthe Ferenc Színház tagja.
2017–2020 között a Színház- és Filmművészeti Egyetem drámainstruktor-színjátékos szakos hallgatója.

## Fontosabb színházi szerepei

### Madách Színház
- Kocsák – Miklós: Anna Karenina – Szülésznő
- Ray Cooney: Páratlan páros 2. – Vicky Smith
- T. S. Eliot – A. L. Webber: Macskák – Mindlevery
- Graham Linehan: Betörő az albérlőm – Mrs. Wilbeforce vendége
- Rice-Webber: Jézus Krisztus Szupersztár – Feleségek
- Bolba-Szente-Galambos: Csoportterápia – Jetti

### Zenthe Ferenc Színház
- Horváth János Antal: Főszereplő – Szilvia, rendezőasszisztens
- Bródy Sándor: A tanítónő – Kató
- Csukás István – Darvas Ferenc: Ágacska – Egér
- Tracy Letts: Augusztus Oklahomában – Jean Fordham, a lányuk
- Csiky Gergely: Buborékok – Aranka
- Tamási Áron: Énekes madár – Magdó
- Woody Allen: Játszd újra, Sam! – Sharon Lake / öngyilkos lány / táncos lány
- Marschalkó Zsolt: Kaméleonidász – Leszbox, Xerox szolgája
- Shakespeare: Rómeó és Júlia – Dada / Szolga / János
- Mikszáth Kálmán – Deres Péter: Szent Péter esernyője – Bélyi Veronika

## Filmes és televíziós szerepei
- Jófiúk (2019) – Bea
- Mintaapák (2020) – ügyintézőnő
- Jóban Rosszban (2021) – Boncsó Kriszta
- Doktor Balaton (2022) – Mirjam
- A Séf meg a többiek (2022) – vendég nő